# 提兹那甫河
提兹那甫河是中华人民共和国新疆维吾尔自治区的一条河流，位于塔里木盆地西南缘。发源于海拔5000m的昆仑山北麓加尔勒克塔山赛力亚克达坂和阳盖达坂，止于流域灌区末级渠首—汗克尔渠首。历史上曾是叶尔羌河的一条支流。现受平原灌区引水的影响而逐渐演变成一条独立的河流。该河全长335千米，集水面积约20390平方千米，年均径流量约为8.45亿立方米。多年平均流量26.5m3/s。根据玉孜门勒克水文站测定，该河夏季富水期径流量占全年的76.2%，冬季枯水期径流量占全年的3.8%。
江卡渠首以上为山区河段，以下为平原段。
水能理论蕴藏量264.1MW，规划梯级开发“一库五级”电站。